# Tasha Yar
Natasha "Tasha" Yar és un personatge que va aparèixer principalment a primera temporada de la sèrie de televisió de ciència-ficció estatunidenca Star Trek: La nova generació. Interpretada per Denise Crosby, Yar és la cap de seguretat a bord de la nau estel·lar USS Enterprise-D de la Flota Estel·lar i té el rang de tinent.
El personatge va aparèixer per primera vegada a l'episodi pilot de la sèrie, "Trobada a Farpoint". Després que Crosby decidís abandonar la sèrie, Yar va morir a l'episodi "Pell de diable" cap al final de la primera temporada de la sèrie. Té una aparició com a convidada a l'episodi "L'Enterprise del passat" de la tercera temporada, en què el seu personatge encara era viu en una línia de temps alternativa, i de nou a l'episodi final de la sèrie "Totes les coses bones...", que incloïa esdeveniments ambientats abans del pilot.
Yar va ser descrita com una precursora d'altres dones fortes de la ciència-ficció, com ara Kara Thrace de la versió del 2004 de Battlestar Galactica, alhora que proporcionava un pas intermedi entre les representacions de personatges femenins a La sèrie original i les posicions de comandament que tenen a Star Trek: Deep Space Nine i Voyager. Alguns fans han especulat sobre la sexualitat del seu personatge i que els esdeveniments de l'episodi "Moment indefens" van ser dissenyats per establir la seva heterosexualitat donada una representació que d'altra banda seria ambigua.

## Concepte i desenvolupament
La convocatòria original de càsting d'actors del desembre de 1986 descrivia les primeres versions de la tripulació. Incloïa un personatge anomenat "Macha Hernandez" inspirat en Vásquez a Aliens que era la cap de seguretat de l'Enterprise. Una versió del febrer de 1987 li va donar el càrrec d'oficial tàctica per tal que tingués una raó per ser al pont. Els productors van considerar Jenette Goldstein, que havia interpretat Vásquez, per al paper, però l'escriptora D. C. Fontana va assenyalar que l'actriu "no és llatina. És petita, té els ulls blaus i la cara pigada". Com a resultat, el personatge va ser rebatejat breument com a "Tanya" el març de 1987.
Quan es va publicar la guia de guionistes i directors de la sèrie, amb data del 23 de març de 1987, el nom del personatge s'havia convertit en Natasha "Tasha" Yar. La guia va descriure el seu personatge així:
| « | La cap de seguretat de la nau estel·lar, Tasha, que realitza la mateixa funció tant a bord com en missions fora de casa. Nascuda en una colònia terrestre "fallida" de renegats i altres indesitjables violents, va escapar a la Terra a l'adolescència i va descobrir la Flota Estel·lar, que encara "adora" avui com el contrari complet de tota la lletjor que va conèixer. | » |

El seu cognom va ser suggerit per Robert Lewin, inspirant-se en les atrocitats de Babi Iar a Ucraïna durant la Segona Guerra Mundial. La seva biografia indicava que tenia 28 anys i confirmava la seva ascendència ucraïnesa. Estava previst que tingués una amistat amb l'adolescent Wesley Crusher, i a la guia la van descriure com "tractant aquest noi com la persona més meravellosa imaginable. Wes és l'amic de la infància que Tasha mai va tenir".
L'abril de 1987, Lianne Langland, Julia Nickson, Rosalind Chao, Leah Ayres i Bunty Bailey van ser nominades per al paper. Chao era una de les candidates favorites, mentre que Denise Crosby va ser descrita com "l'única possibilitat" per al personatge de Deanna Troi. L'equip de producció no estava gaire interessat en tenir dues actrius en els papers de l'equip de pont amb similars tipus físics i colors de cabell, i per això l'equip va tenir en compte l'elecció dels dos papers junts. La guia d'escriptors i directors va descriure Yar com a persona amb un cos musculós però molt femení, i prou atlètica per derrotar la majoria dels altres membres de l'equip en arts marcials. Després que Crosby i Marina Sirtis haguessin fet les audicions per a Troi i Yar respectivament, Gene Roddenberry va decidir canviar les actrius i va escollir Crosby com a Tasha Yar. Va considerar que l'aspecte de Sirtis s'adaptava millor a l' "exòtica" Troi.
Abans del final de la primera temporada, Crosby va demanar que la rescindessin del seu contracte, ja que no estava contenta que el seu personatge no s'estigués desenvolupant. Més tard va dir: "Em sentia infeliç. No podia esperar a deixar aquell programa. M'estava morint".Roddenberry va acceptar la seva petició i ella va marxar en bons termes. L'últim episodi que va filmar va ser "Simbiosi", que es va completar després de la mort de Yar a "Pell de diable". La seva última escena va ser durant l'acte final de l'episodi, en què es reprodueix una gravació hologràfica de comiat d'ella per a la tripulació del pont. Després de la seva marxa, es van utilitzar imatges d'arxiu de Crosby com a Yar als episodis "L'esquizoide" i "Ombres argentades". En una retrospectiva posterior, Crosby va assenyalar que els productors estimaven el personatge de Tasha Yar, tot i que els guions de la primera temporada no van fer gaire cosa amb el personatge. Va especular que la seva marxa (i la marxa de Gates McFadden) podria haver salvat la posició, aleshores fràgil, de Marina Sirtis, ja que els productors havien d'evitar una situació en què les tres actrius principals de la primera temporada fossin acomiadades a la segona.
Crosby estava contenta de tornar a "L'Enterprise del passat" a causa de la força del guió, dient que "vaig tenir més a fer en aquell episodi que mai abans". Abans de l'emissió de l'episodi, els mitjans de comunicació havien de ser tranquils que Yar no tornaria en una seqüència de somni. Crosby va dir més tard que estava impressionada amb els canvis realitzats per Michael Piller com a productor creador a la tercera temporada. Després de la seva aparició en aquell episodi, Crosby va proposar la idea de la filla de Yar, Sela, als productors. Va fer la seva primera aparició en aquest paper a l’episodi de dues parts "Redempció" i va aparèixer una vegada més en un altre episodi de dues parts, "Unificació". Denise va tornar dues vegades més a l'univers no canònic de Star Trek. El 2007, va aparèixer com a avantpassat de Tasha Yar, Jenna Yar, a "Blood and Fire", un episodi de la sèrie produïda per fans Star Trek: New Voyages. Tasha Yar va ser escrita a Star Trek Online com a part de la celebració del tercer aniversari el 2013. Denise Crosby àudio gravat per al joc, en escenes ambientades després de les de "L'Enterprise del passat".

## Aparicions
Els orígens de Natasha Yar s'expliquen a l'episodi de la quarta temporada "El llegat". Va néixer al planeta Turkana IV l'any 2337. Tenia una germana petita anomenada Ishara, que va néixer cinc anys després d'ella. Poc després del naixement d'Ishara, els pares de les noies van ser assassinats i van ser acollides per altres persones; tanmateix, posteriorment van ser abandonats i la Tasha va haver de cuidar de la seva germana tota sola. El govern del planeta s'havia esfondrat i les germanes es van veure obligades a buscar menjar mentre evitaven les bandes de violadors. L'any 2352, amb 15 anys, la Tasha va aconseguir abandonar Turkana IV. Mai més va veure Ishara; aquesta última es va unir a la "Coalició", una de les faccions del planeta abans que Tasha marxés. Tasha es va negar a unir-se als quadres del planeta, culpant-los de la mort dels seus pares.
Yar va aparèixer per primera vegada a l'episodi pilot de Star Trek: La Nova Generació com a oficial de seguretat i tàctica a bord de l'USS Enterprise-D. Quan el capità Picard ordena una separació d'emergència dels plats, Yar és una de les tripulants del pont que l'acompanya al pont de batalla. Ella és entre la tripulació segrestada per Q, i més tard serveix a l'equip de viatge a l'estació Farpoint. Tant en aquest episodi com a "El joc d'en Q", és franca i la més obertament desafiant a Q del repartiment, tot i que el seu desafiament és ineficaç en ambdues ocasions. A "Moment indefens", mentre la tripulació està sota la influència d'una malaltia alienígena, inicia una trobada sexual amb l'androide Data. A "Codi d'honor" Yar és segrestada per Lutan, el líder del planeta Ligon II, després que demostri les seves habilitats de combat a la holocoberta. Mata la dona de Lutan, Yareena, en un combat ritual fins a la mort, tot i que Yareena és reviscuda a l' "Enterprise" per la Doctora Crusher. Durant els esdeveniments de "Allà on no ha estat mai ningú", Yar comença a al·lucinar que ha tornat a Turkana IV i que corre per salvar la seva vida. A "L'arsenal de la llibertat", Yar i Data aestan atrapats junts a la superfície del planeta Minos i són atacats per una sèrie de sondes sentinella que s'adapten als fasers de Data i Yar. La situació és resolta pel capità Picard, que està atrapat en un altre lloc de la superfície del planeta amb la Dra. Crusher.
A "Pell de diable", Yar forma part de l'equip que es teletransporta a Vagra II per rescatar Deanna Troi d'una llançadora estavellada. La criatura Armus la mata en una demostració del seu poder. La tripulació celebra un servei commemoratiu per a ella a l’holocoberta, i Worf la substitueix com a cap tàctica i de seguretat.
El llegat de Yar té un paper menor a "La mesura humana", un episodi de la segona temporada. Malgrat la manca d'emocions de Data, ell està sentimentalment unit a ella i guarda un petit holograma d'ella al seu allotjament. Durant l'audiència judicial sobre la posició de Data com a ésser sensible, diu que ell i Yar tenien una relació íntima i que ella era especial per a ell.
L'USS Enterprise-C emergeix d'una esquerda en l'espai-temps a "L'Enterprise del passat", i la línia temporal canvia. Yar torna a estar viva i ocupa el seu antic càrrec a l'Enterprise-D. Treballa amb el timoner més gran de l'Enterprise, Richard Castillo, i tots dos es fan propers. Guinan, que té certa consciència de la línia temporal que seria restaurada si l'«Enterprise»-C tornés a l'esquerda, confia a Yar que creu que Yar va morir sense sentit en aquella línia temporal. Basant-se en aquest consell, Yar es transfereix a l' Enterprise-C i torna amb ella a dues dècades en el passat, i a la seva esperada destrucció a mans dels romulans mentre defensa el lloc avançat klíngon Narendra III. La versió de l'univers alternatiu de Yar va viatjar enrere en el temps a bord de l'Enterprise-C i a la línia temporal principal. Aquest procés va ser descrit més tard pels crítics com un "salt al món" en lloc d'una història típica de viatges en la línia de temps.
A l'episodi en dues parts "Redempció", Denise Crosby interpreta Sela, la filla mig romulana de Yar. En una continuació de "L'Enterprise del passat", es revela que diversos membres de la tripulació de l' "Enterprise"-C van ser capturats pels romulans quan va tornar a través de l'esquerda, inclosa Yar. Un general romulà va oferir salvar la vida de la tripulació si ella es convertia en la seva consort. Després d'un any, Yar va donar a llum a Sela. Quan Sela tenia quatre anys, Yar va intentar escapar, però Sela va cridar per evitar que se l'enduguessin del seu pare. Després de ser capturada, Yar va ser executada.
El final de la sèrie "Totes les coses bones..." inclou l'aparició final de Yar, en escenes que tenen lloc abans i a les primeres parts de "Trobada a Farpoint". Com que la majoria de la tripulació del pont encara no s'ha unit a l'"Enterprise"-D a les escenes, Yar és un dels membres més veterans de la tripulació sota el capità Picard en el primer dels tres períodes de temps de l'episodi. Picard l'ha de convèncer perquè posi la nau en perill per destruir l'anomalia temporal antitemps que amenaça d'impedir que la vida evolucioni a la Terra.

## Recepció i comentari
La pèrdua de Yar és desafortunada. Si bé és cert que el personatge tal com es va retratar no va estar a l'altura del personatge tal com s'imaginava (Yar era la persona més interessant de la bíblia de TNG), això també és cert per a molts personatges. Denise Crosby mai ha estat la millor actriu de l'univers, però Michael Dorn, Jonathan Frakes i Marina Sirtis tampoc van ser grans protagonistes a la primera temporada, i els seus personatges no van triomfar. Van millorar amb el temps, i hi ha moltes raons per creure que el mateix hauria estat cert per a Crosby si s'hagués quedat. 
L'escriptor de ciència-ficció Keith DeCandido considerava Yar el paper més interessant de la "bíblia d'escriptors de TNG" utilitzada durant la creació dels guions de la primera temporada, tot i els errors en el compliment d'aquest potencial. Peter W. Lee també admirava el paper original de "Macha Hernandez" dels esborranys i els elements que es van estendre a la versió final de Yar: un personatge la història del qual estava influenciada pels fracassos de la Federació, però que els va superar. Lee també considerava que aquests temes estaven relacionats amb temes aleshores ressonants de l'era Reagan dels anys vuitanta. En particular, Yar proporcionava un bon contrapès a la resta del repartiment: es diferenciava dels personatges amb antecedents utòpics però protegits, el més destacat dels quals era Wesley Crusher. Tanmateix, Lee pensava que l'escepticisme del feminisme orientat a la carrera professional dels anys vuitanta donava lloc a representacions contradictòries del seu personatge. Va pensar que era una llàstima que el personatge no tingués mai l'oportunitat de desenvolupar-se.
Els crítics van ser inicialment positius sobre el potencial del seu personatge quan va debutar la primera temporada. Una ressenya de la sèrie a Post-Tribune després que el pilot descrigués Yar com un "dura de pelar" i el membre de la tripulació preferit del crític, mentre que el Los Angeles Times va qualificar Crosby com un cas especialment bo de classificació en contra del tipus.
Frank Oglesbee, en un article sobre Kira Nerys de Deep Space Nine, va descriure la progressió dels papers femenins en "supòsits de gènere" des de La sèrie original on les dones eren al pont, passant per Tasha Yar a La nova generació on ocupaven posicions de comandament, fins a Deep Space Nine i Voyager on les dones tenien papers principals. Va assenyalar específicament que les dones apareixien en posicions de comandament amb més regularitat com a personatges principals i secundaris, i eren retratades com a més assertives i combatives, amb papers principals en seqüències d'acció.  Un article de Den of Geek de Martin Anderson sobre les dones a Star Trek descrivia el personatge com una predecessora de Kara "Starbuck" Thrace a la sèrie de 2004 Battlestar Galactica.
Els fans i els crítics dels mitjans de comunicació han especulat sobre la sexualitat del personatge. La sèrie guarda un silenci considerable sobre la seva sexualitat, cosa que proporciona un espai d'interpretació que alguns fans solien suggerir que podria ser lesbiana o bisexual. Henry Jenkins va escriure que "Per a aquests fans, els silencis del text sobre la sexualitat o els motius del personatge poden estar omplerts de desig homosexual, ja que, al cap i a la fi, a la nostra societat, aquest desig sovint no s'ha d'expressar." Jenkins va descriure Yar com "una bisexual evident". La revista Curve va especular que Yar era una lesbiana "amagada". La principal excepció al silenci habitual sobre la sexualitat de Yar és l'episodi "Moment indefens", on Yar s'aparella amb Data mentre tots dos estan sota la influència d'una misteriosa malaltia desinhibidora. A Jenkins no li van agradar les implicacions de l'episodi i va escriure que "quan [els guionistes] van decidir redreçar-la, van utilitzar un androide. Així que vam acabar heterosexualitzant dos personatges perfectament meravellosos". Els autors del llibre Deep Space and Sacred Time: Star Trek in the American Mythos van pensar que fer que Data i Yar consumessin sexualment era una manera d'afirmar al principi de la sèrie l'heterosexualitat dels dos personatges més andrògins de la sèrie. Independentment de la seva sexualitat, Yar es retrata com una noia masculina, amb els cabells curts i sense maquillatge, cosa que la porta a una aparença "una mica butch". Yar buscant els vestits seductors i fràgils de  Troi a "Moment indefens" són interpretats correctament per Troi com un signe que Yar està malalta.
Els fans van respondre negativament a la mort de Yar, ja que consideraven que el personatge tenia potencial per a una futura expansió. Molts crítics van criticar la manera com va morir. Keith DeCandido la va qualificar d’ "inútil", però també va pensar que no era pitjor que les morts d'altres agents de seguretat "camises vermelles" al llarg de la història de Star Trek. Va dir que preferia la seva mort a "Pell de diable" a la mort "clixé" que va experimentar a "L'Enterprise del passat". Gary Westfahl, al seu llibre Space and Beyond: The Frontier Theme in Science Fiction, va descriure la mort de Yar com una de les més notables de Star Trek, juntament amb la de Spock a Star Trek 2: La còlera del Khan i la de James T. Kirk a Star Trek: Generations'. La revista SFX va incloure la seva primera mort en una llista del 2012 de "Morts de ciència-ficció mediocres", escrivint que, si bé la idea que les morts "mundanes" passen era justa, l'efecte general encara era "una mica dolent". I mentre que alguns crítics pensaven que el seu destí en aquell episodi era un clixé (com DeCandido), a molts altres els va agradar "L'Enterprise del passat" i el van considerar un episodi clàssic, i el van elogiar per donar una oportunitat a Yar de morir heroicament en lloc de sense sentit.